# Sigismondo Chigi

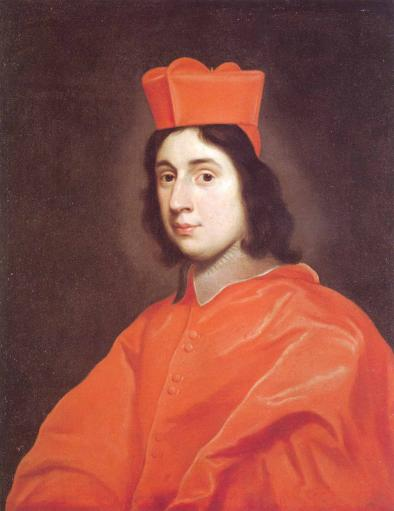
Sigismondo Kardinal Chigi (Porträt in Öl von Giovanni Battista Gaulli, 1667, Palazzo Chigi in Ariccia)

Sigismondo Chigi (* 1649 in Rom; † 30. April 1678 ebendort) war ein italienischer Kardinal.

## Leben
Er wurde 1649 als Sohn von Augusto Chigi und Francesca Piccolomini di Triana in Rom geboren. Sigismondo war ein Neffe von Papst Alexander VII. und Cousin von Kardinal Flavio Chigi. Zwei Großneffen von ihm wurden ebenfalls Kardinäle: 1753 Flavio Chigi der Ältere und 1853 Flavio Chigi der Jüngere.
Die Erziehung erfolgte durch seinen Onkel, Kardinal Fabio Chigi. Bereits in jungen Jahren wurde er zum Ritter des Malteserordens ernannt. Unter dem Pontifikat von Papst Alexander VII., zwischen 1655 und 1667, war er Prior des Ordens in Rom.
Papst Clemens IX. erhob ihn im Konsistorium vom 12. Dezember 1667 in den Rang eines Kardinals und bis zur Ernennung von Kardinal Pietro Francesco Orsini durch Clemens X. war er der jüngste italienische Kardinal. Die Ernennung erfolgte mit Dispens, weil er kein Kleriker war, die Priesterweihe noch nicht erhalten hatte und erst 18 Jahre alt war (das kanonische Alter betrug 22 Jahre). 1668 wurde er als Kardinaldiakon der Titeldiakonie von Santa Maria in Domnica installiert. Am 19. Mai 1670 erhielt Chigi den Kardinalshut und optierte zugleich auf die Diakonie von San Giorgio in Velabro, die er bis zu seinem Tode innehatte.
Kardinal Chigi nahm am Konklave von 1669–1670 teil, in dem Papst Clemens X. gewählt wurde.
Er starb im Alter von 29 Jahren in seinem römischen Palast an der Piazza Colonna. Die Exequien erfolgten am darauffolgenden 2. Mai in der Basilika Santa Maria del Popolo und die Beisetzung erfolgte in der Chigi-Kapelle derselben Kirche.